# Folytassa, őrmester!
A Folytassa, őrmester! (eredeti cím: Carry On Sergeant) 1958-ban bemutatott brit (angol) fekete-fehér filmvígjáték, a sorkatonai kiképzésről szóló filmek paródiája, a Gerald Thomas által rendezett Folytassa… filmsorozat első darabja. Főszereplői a sorozat későbbi rendszeres sztárjai közül Kenneth Williams, Kenneth Connor, Charles Hawtrey,  Hattie Jacques és Terry Scott. A későbbi alkalmi szereplők közül megjelenik Terence Longdon, Norman Rossington, Eric Barker, Bill Owen és Shirley Eaton, később Bond-lány a Goldfingerben. A címszereplő William Hartnell nem szerepelt több Folytassa-filmben. Ez a film még a korai Folytassa-alkotásokra jellemző visszafogott, finom humorral készült, érzékeny filmes eszközökkel, harsány börleszk-jelenetek nélkül. A történet R. F. Delderfield The Bull Boys című színdarabjának adaptációja. A Folytassa… (Carry on) kifejezést, amely az egész „franchise” védjegye lett, a katonai vezényleti nyelvből vették át.

## Cselekmény
A friss házaspár, Mary (Shirley Eaton) és Charlie Sage (Bob Monkhouse) a menyegzői díszebéden kapja meg a férj sorkatonai kiképzésére szóló behívóját. Halasztásra nincs mód, Charlie-nak jelentkeznie kell a Heathercrest újonckiképző központban, Mary sírva fogadkozik, hogy utánamegy. A vonaton Charlie megismerkedik a hipochonder Horace Stronggal (Kenneth Connor), akinek rögeszméje, hogy mindenre érzékeny, minden betegségre hajlamos, és fel van háborodva, hogy alkalmasnak minősítették.
A gyülekező újoncokat a tapasztalt Grimshaw őrmester (William Hartnell) fogadja. Grimshaw nyugdíj előtt áll. A keze alatt eddig végzett kiképzettek sosem értek el jó helyezést a szakaszok versenyében. Grimshaw most 50 fontban fogad O’Brien őrmesterrel (Terry Scott), hogy most másképp lesz, és a keze alól kikerülő utolsó szakasz megnyeri a versenyt.
A társaság vegyes képet mutat. A szerelmes Charlie-n és a hipochonder Horace-on kívül itt van a luxusautón érkezett úrifiú, Miles Heywood (Terence Longdon, akit az őrmester tisztnek néz, aztán amikor a tévedés kiderül, rögtön visszazavarja a sorba); a reménytelen antikatona Herbert Brown (Norman Rossington), a rocker Andy Galloway (Gerald Campion), a mimózalelkű Peter Golightly (Charles Hawtrey) és az egyetemet végzett, végtelenül fellengzős James Bailey (Kenneth Williams). A felhozatal semmi jót nem ígér.
Potts százados (Eric Barker) szúrós tekintete előtt megkezdődik a kiképzés, Grimshaw őrmestert a rosszkedvű és kételkedő Copping tizedes (Bill Owen) segíti. Grimshaw azt tervezi, durva szigorúság, fenyegető ordibálás és fegyelmezés helyett pszichológiát alkalmaz, jóindulatúan és segítőkészen fordul alárendeltjeihez. A kiképzés azonban nem indul jól, Grimshaw-nak szakadatlanul küzdenie kell motiválatlan és kétbalkezes újoncaival.
Mary, Charlie friss felesége el van szánva, hogy férjével tölti a nászéjszakát. Trükkösen belóg a laktanyába, munkát vállal a kantinban. Norah, a kantinosnő (Dora Bryan) rájön, mire készül, és segít neki. Az éber Potts százados megrója Charlie-t, hogy nőkkel erkölcstelenkedik, de amikor kiderül, hogy Charlie és Mary férj és feleség, eltávozást engedélyez Charlie-nak. Horace szinte állandóan az orvosi rendelőben panaszkodik gyógyíthatatlan betegségeiről Clark orvos-századosnak (Hattie Jacques). Norah-nak, a kantinosnőnek megtetszik Horace, aki önsajnálatba merülve először elmenekül tőle. Clark százados végül teljes és részletes orvosi kivizsgálásra rendeli Horace-t, aki végre elfogadja, hogy makkegészséges és erős fizikumú. „Minden fejben dől el”: Horace tudatára ébred saját képességeinek, használni kezdi az eszét, igazi katonává válik és magáévá teszi a meghökkent Norah-t is.
Grimshaw reményvesztetten várja a záró vizsgák napját, hiszen minden jel szerint elveszíti a fogadást. Herbert véletlenül kihallgatja beszélgetését Copping tizedessel, és megszólal benne a lelkiismeret. Összehívja bajtársait, és elmondja, ők az utolsók, akiket az öreg kiképzett, miattuk félretette évtizedes megszokott kemény módszereit, nem tette pokollá az életüket, hanem emberségesen bánt velük. Bailey, az okostojás felveti: az öreg megérdemli, hogy együtt megszerezzék neki az áhított dicsőséget. Némi vita után a szakasz egyhangúlag úgy dönt, bármi áron, de meg kell nyerni a másnapi versenyt. Valóban, másnap mindenki megembereli magát és kiválóan teljesít a tanpályákon, a lőtéren, a díszmenetben. Első helyezést érnek el, Grimshaw őrmester kitüntetést kap, O’Brien őrmester fogcsikorgatva kifizeti az ötvenest. A hazafelé induló leszerelőktől az öreg egy minőségi Ronson öngyújtót kap búcsúajándékba: „Grimshaw őrmesternek a fiúktól”.

## Szereposztás
| Szerep                           | Színész                                                              | Magyar hangja (1. szinkron)                |
| -------------------------------- | -------------------------------------------------------------------- | ------------------------------------------ |
| Grimshaw őrmester                | William Hartnell                                                     | Várkonyi András                            |
| Mary Sage, friss feleség         | Shirley Eaton                                                        | Roatis Andrea                              |
| Charlie Sage, újonc, friss férj  | Bob Monkhouse                                                        | N/A                                        |
| Potts százados                   | Eric Barker                                                          | Orosz István                               |
| Norah, kantinosnő                | Dora Bryan                                                           | Kiss Erika                                 |
| Bill Copping tizedes             | Bill Owen                                                            | Koncz István                               |
| Miles Heywood újonc, úrifiú      | Terence Longdon                                                      | N/A                                        |
| Peter Golightly újonc, mimóza    | Charles Hawtrey                                                      | Karácsonyi Zoltán                          |
| Horace Strong újonc, hipochonder | Kenneth Connor                                                       | Fekete Zoltán                              |
| James Bailey újonc, okoska       | Kenneth Williams                                                     | Láng Balázs                                |
| Herbert Brown antikatona         | Norman Rossington                                                    | Seszták Szabolcs                           |
| Andy Calloway újonc, rocker      | Gerald Campion                                                       | Elek Ferenc                                |
| Russell őrmester                 | Ed Devereaux                                                         | N/A                                        |
| Paddy O’Brien őrmester           | Terry Scott                                                          | N/A                                        |
| Clark orvos-százados             | Hattie Jacques                                                       | Némedi Mari                                |
| Specialisták (szakoktatók)       | Gordon Tanner Frank Forsyth Basil Dignam John Gatrell Arnold Diamond | Csuha Lajos ? Kőszegi Ákos ? Katona Zoltán |
| Továbbiak                        | N/A                                                                  | Bartók László Szatmári Attila Varga Rókus  |

## Címválasztás
A „Folytassa” angolul: Carry-on megszokott katonai műszó, akkor használatos, amikor a magasabb beosztású tiszt átadja a vezénylést az alacsonyabb rangú tiszthelyettesnek. A film alapötletét egy R. F. Delderfield-színműből, a The Bull Boys-ból vették. Első nekifutásra az alkotók az eredeti színmű címét akarták átvenni, de Stuart Levy producer visszaemlékezett az előző évben, 1957-ben bemutatott Carry-on Admiral  című angol filmvígjáték sikerére, amelyet Val Guest írt, és amelyet az USA-ban The Ship Was Loaded címmel mutattak be. (Magyarországon Folytassa, admirális! címen mutatták be 1960-ban.) Ezt nem a Folytassa-sorozat alkotói készítették.
Levy jó érzékkel javasolta, hogy nyergeljék meg az „Admirális” 1957-es sikerét, és válasszanak hasonló csengésű címet. Jó választás volt, a Folytassa, őrmester! főcíme nyílt színi tapsot kapott, a Folytassa („Carry-on”) hívó szóvá vált, más filmekben elhangozva is nevetést váltott ki. Az „őrmester” után egy évvel, 1959-ben bemutatott The Devil’s Disciple című kalandfilm-vígjáték rendezője, Guy Hamilton tudatos geg-ként használta a kifejezést filmjében.

## További információ
- Folytassa, őrmester! a PORT.hu-n (magyarul)
- Folytassa, őrmester! az Internetes Szinkronadatbázisban (magyarul)
- Folytassa, őrmester! az Internet Movie Database-ben (angolul)
- Folytassa, őrmester! a Box Office Mojón (angolul)
- Robert Ross. The Carry On Companion. London: B.T. Batsford (2002). ISBN 0-7134-8771-2
- Carry On Sergeant (1958). The Whippit Inn (thewhippitinn.com). [2015. február 25-i dátummal az eredetiből archiválva]. (Hozzáférés: 2021. február 22.)
- Carry On Sergeant (1958) (angol nyelven). Carry On Line (carryonline.com). [2021. május 12-i dátummal az eredetiből archiválva]. (Hozzáférés: 2021. február 22.)
- Carry On Sergeant 1958 British comedy film (angol nyelven). British Comedy Guide (comedy.co.uk). (Hozzáférés: 2021. február 22.)
- Folytassa, őrmester! (1958), teljes film magyar szinkronnal. videa.hu. (Hozzáférés: 2021. február 22.)